# Watu Dakon
Watu Dakon is een bestuurslaag in het regentschap Jombang van de provincie Oost-Java, Indonesië. Watu Dakon telt 5799 inwoners (volkstelling 2010).